# Dundalk (Maryland)
Pour les articles homonymes, voir Dundalk.
Dundalk est une localité CDP américaine située dans l’État du Maryland, dans la périphérie de Baltimore, comté de Baltimore. Sa population s’élevait à 62 306 habitants lors du recensement de 2000. Densité 1 810 hab/km2. La superficie totale de la localité est de 45 km2. 
Une partie des installations du port de Baltimore est situé sur sa rive.